# Volha Ziuzkova
Volha Ziuzkova (14 de junho de 1983) é uma basquetebolista profissional bielorrussa.

## Carreira
Volha Ziuzkova integrou a Seleção Bielorrussa de Basquetebol Feminino, na Rio 2016, que terminou na nona colocação.